# Усамљени надгробник у Мајдану, засеок Рапшинци
Усамљени надгробник у Мајдану, заселак Рапшинци (општина Горњи Милановац) налази се на потесу Мрамор. Заселак је добио име по дубровачким трговцима Рапшићима, који су у средњем веку овде трговали рудом. Не зна се чији је ово гроб.

## Опис споменика
Споменик је необичног изгледа, без ближих аналогија. Начињен је од сиве, танке плоче од филита пободене вертикално у земљу. Троугластог је облика, висине 140 cm, ширине 70 cm и дебљине 5 cm. С предње стране споменика уклесана су два крста димензија 20х17 cm, вертикално повезана по висини. Између њих су, са страна, по два круга са уписаним крстовима, промера 15 cm. Симетрична, апстрактна композиција сугерише људски лик. На бочним странама и полеђини споменика нема уреза.